# Eugene Chen
Eugene Chen, ursprungligen Eugene Bernard Achan, född 1878 i San Fernando, Brittiska Västindien, död 1944 i Shanghai, var en kinesisk politiker.
Eugene Chens far Chen Guangquan kom från en hakka-släkt från Shunde och tvingades fly Kina sedan han stött Taipingupproret mot Qingdynastin. Fadern flyttade först till Jamaica och fortsatte sedan till Martinique, där han gifte sig med en kvinna av blandat ursprung. Paret flyttade till Trinidad, där Eugene Bernard Achan växte upp som äldste sonen i en syskonskara om fem söner och en dotter. Eugene Achan fick en engelskspråkig utbildning i Port of Spain och hade högst rudimentära kunskaper i kinesiska.
Efter att ha praktiserat som advokat på Trinidad och i London reste Chen till Kina 1912 och verkade där som radikal journalist i Peking.
Han anslöt sig 1917 till Sun Yat-sen i Kanton och var 1922-24 regeringens rådgivare. Under nationaliströrelsen 1926 blev han Kantonregeringens utrikesminister och när Kuomintang splittrades under Nordfälttåget deltog han i den vänsterregering som bildades i Wuhan i januari 1927. Där förde han som utrikesminister de viktiga förhandlingarna med Storbritannien om överlämnandet av den brittiska koncessionen i Hankou. När Wang Jingwei återvände till Kina samma år för att ta ledning för utbrytarregeringen i Wuhan avsatte han Chen i augusti 1927 som alltför radikal, varefter Chen reste han till Moskva och spelade därefter ingen större roll i den kinesiska politiken.